# 東雲村 (秋田県)
東雲村（しののめむら）は、秋田県山本郡にあった村。現在の能代市北西部、米代川右岸にあたる。

## 地理
- 河川：米代川

## 歴史
- 1889年（明治22年）4月1日 - 町村制の施行により、朴瀬村、荷八田村、吹越村、真壁地村、向能代村、落合村、須田村、竹生村、磐村の区域をもって発足。
- 1940年（昭和15年）10月1日 - 能代港町・榊村と合併して能代市が発足[1]。同日東雲村廃止[1]。

## 交通

### 鉄道路線
- 鉄道省
  - 五能線
    - 羽後東雲駅（現・北能代駅）

現在は旧村域内に向能代駅が所在するが、当時は未開業。

### 道路
- 能代街道（現・国道101号）